# Ismet Bekrić
Ismet Bekrić, né le 26 mai 1943 à Banja Luka, est un poète, un écrivain et un journaliste bosnien. Il est membre de l'Association des écrivains de Bosnie-Herzégovine.

## Biographie
Ismet Bekrić a suivi ses études élémentaires et secondaires dans sa ville natale de Banja Luka.
En 2023, il est sélectionné pour le prestigieux prix suédois, le Prix commémoratif Astrid-Lindgren.

## Œuvres
- Jutro tate Mrguda, poésie, Sarajevo, 1968 ;
- Kape uvis, poésie, Banja Luka, 1971 ;
- Klupa kraj prozora, poésie, Banja Luka, 1974 ;
- Otac s kišobranom, poésie, Banja Luka, 1975 ,
- Noć kad su neboderi šetali, Sarajevo, 1976 ;
- Šetnja nebodera, programme radiophonique pour les enfants, 1978 ;
- adnička četvrt, poésie, Banja Luka, 1980 ;
- Četiri revera, poésie, Banja Luka, 1980 ;
- Ne žuri tata, ne žuri mama, poésie, Banja Luka, 1980 ;
- Kuća među zvijezdama, poésie, Ilirska Bistrica, 1994 ;
- Očev kaput, poésie, Sarajevo, 1999 ;
- Cipele starijeg brata, poésie, Ljubljana, 2000.

## Prix et distinctions
- 2023 :  Sélection pour le Prix commémoratif Astrid-Lindgren[1]